# William Méndez
Gerardo William Méndez Guerrero (San Cristóbal, estado Táchira, 10 de diciembre de 1958) es un exfutbolista y político venezolano. Fue alcalde del Municipio San Cristóbal desde el 2000 hasta el 2008. 

## Biografía
Desde los 10 años se inició en la práctica del fútbol, a esa edad obtuvo el título de Campeón Goleador, con el equipo infantil Peñarol.[cita requerida]
Obtuvo el certificado de Educación Primaria en la escuela Leonardo Ruiz Pineda, egresó como Bachiller en Ciencias del Liceo Pedro María Morantes en el año de 1976.
Logró unirse a la plantilla del Deportivo Táchira en 1978, equipo en el que permaneció hasta su retiro como deportista profesional.
Considerado, en opinión de algunos críticos y cronistas[cita requerida] como uno de los mejores volantes de creación del fútbol venezolano,  con 121 goles, es el jugador de esta posición con mayor cantidad de anotaciones en la Primera División de Venezuela, fue integrante de la selección nacional la mayor parte de su carrera activa, participando en eventos continentales como la Copa América.
Con el Deportivo Táchira participó en nueve Copas Libertadores de América, siendo considerado uno de los atletas más representativos de la historia del equipo con el cual se coronó campeón en 1979, 1981, 1984, 1986, alcanzando el subcampeonato en 1982, 1985, 1987, 1988, y 1990.
William Méndez es conocido en el ambiente futbolístico como el «Gambeta 10», por su habilidad y destreza en el manejo del balón y desmarcaje de los contrarios.[cita requerida]
Caso no demasiado usual en el deporte profesional, William Méndez no abandonó su formación académica, la cual desarrolló en paralelo a su carrera futbolística. Alcanzó el grado de Técnico Superior en Agronomía del IUT Región Los Andes, en 1982; y se graduó de Ingeniero Agrónomo en la Universidad Nacional Experimental del Táchira en 1992, obtuvo en 1999 un Magíster en Gerencia de Empresas Agrícolas.

### Luego del retiro
Después de su retiro como deportista profesional se desempeñó como Director de Ingeniería, Jefe de Áreas Verdes en gestión pública en la Alcaldía de su ciudad natal y en el Instituto del Deporte Tachirense.
Ejerció el cargo de alcalde del Municipio San Cristóbal por dos períodos consecutivos. En el 2008 se presentó como precandidato para la Gobernación de Táchira, pero fue inhabilitado por el contralor general de Venezuela.

## Selección nacional
- Debutó en una Copa América contra Brasil el 28 de junio de 1987 disputado en el Estadio Olímpico de Córdoba en Córdoba (Argentina) con derrota de 0-5, saliendo titular y disputando 45 minutos.

### Participaciones en Copa América
| Copa América      | Sede      | Resultado    | PJ | Goles |
| ----------------- | --------- | ------------ | -- | ----- |
| Copa América 1987 | Argentina | Primera fase | 2  | 0     |

- En la Copa América de 1987 participó los 2 partidos, los 2 de titular: Venezuela 0-5 Brasil y Venezuela 1-3 Chile, disputando 112 minutos.

## Palmarés

### Campeonatos nacionales
| Título  | Club                   | País      | Año  |
| ------- | ---------------------- | --------- | ---- |
| Campeón | Deportivo Táchira      | Venezuela | 1979 |
| Campeón | Deportivo Táchira      | Venezuela | 1981 |
| Campeón | Unión Atlético Táchira | Venezuela | 1984 |
| Campeón | Unión Atlético Táchira | Venezuela | 1986 |

### Distinciones individuales
| Distinción                          | Año       |
| ----------------------------------- | --------- |
| Futbolista del año en la temporada. | 1989-1990 |

- Wikimedia Commons alberga una categoría multimedia sobre William Méndez.

- Datos: Q6167692
- Multimedia: William Méndez / Q6167692